# شکارچیان نهنگ
شکارچیان نهنگ (به انگلیسی: The Whalers) یک انیمیشن کوتاه در سال ۱۹۳۸ میلادی به کارگردانی دیوید هند و دیک هومر، در کمپانی والت دیزنی از انیمیشن‌های میکی موس می‌باشد.
این اثر بر پایه‌ رمان موبی دیک اثر هرمان ملویل ساخته شده‌است.

## منتشر شده
- 1938 – آزادی تئاتر
- 1981 – "میکی موس و اردک دونالد کارتون مجموعه Volume One" (VHS)
- c. 1983 – Good Morning, میکی!با قسمت #۳ (تلویزیون)
- c. 1992 – میکی موس آهنگقسمت #۷۰ (تلویزیون)
- c. 1992 – دونالد قات حمله, قسمت #۲۱ (تلویزیون)
- 1997 – جوهر و رنگ باشگاه, قسمت #۱٫۱۰: "دونالد و مسخره: دوستان به پایان است" (تلویزیون)
- 2001 – "میکی ماوس در زندگی رنگ" (دی وی دی)
- 2010 – خنده!با قسمت #۱۴ (تلویزیون)
- 2011 – "خنده! حجم سه" (دی وی دی)